# سازمان توزیع نهاده‌های دامی
سال ۱۳۳۵ هدف و وظایف وزارت کشاورزی و شرح وظایف آن تدوین شد. در سال‌های ۱۳۴۶ و ۱۳۴۷ با تصویب قوانینی چهار وزارت‌خانه کشاورزی، اصلاحات ارضی، منابع طبیعی، تولیدات کشاورزی و مواد مصرفی فعالیت‌های مربوط به بخش کشاورزی را عهده‌دار شدند. در سال ۱۳۵۰ وزارت منابع طبیعی منحل شد و وزارت کشاورزی و منابع طبیعی به وجود آمد. در سال ۱۳۵۶ از ادغام وزارت کشاورزی و منابع طبیعی و وزارت تعاون و امور روستاها وزارت کشاورزی و عمران روستایی تشکیل شد وسازمان آن در سال ۱۳۵۸ به تصویب رسید. در سال ۱۳۵۹ براساس یک لایحه قانونی مراکز خدمات کشاورزی، روستایی و عشایری شکل گرفت.
د.
سرانجام به‌منظور رفع نابسامانی‌ها و نارسایی‌ها در بخش کشاورزی براساس قانون برنامه سوم توسعه اقتصادی، اجتماعی و فرهنگی جمهوری اسلامی ایران در جهت اصلاح نظام اداری، کاهش تصدی‌های غیر ضروری، ارتقای بهره‌وری و کارایی نیروی انسانی و مدیریت دستگاه‌های اجرایی، حذف موازی کاری‌ها و تجمع امور کشاورزی و توسعه و عمران روستایی، لایحه ادغام وزارت جهاد سازندگی و وزارت کشاورزی و تشکیل وزارت جهاد کشاورزی توسط سازمان مدیریت و برنامه‌ریزی تهیه شد و در تاریخ ۲۶ مرداد ۱۳۷۹ با قید یک فوریت به مجلس شورای اسلامی رفت. این لایحه در تاریخ ۶ دی ۱۳۷۹ به تصویب نمایندگان مجلس شورای اسلامی رسید و در تاریخ ۱۰ دی ۱۳۷۹ توسط شورای نگهبان تأیید شد.
سازمان توزیع نهاده های دامی  به منظور تأمین و توزیع       نهاده های  مورد  نیاز روستاییان و  اعضای شرکت ها /.      اتحادیه‌ های تعاون روستایی و دامداری با دستور وزیر جهاد کشاورزی آقای دکتر محمود حجتی در سال ۱۳۹۳ به بهره‌برداری رسید

### رئیسان سازمان
{{* خداکرم جلالی (مهر ۱۳۹۲–آذر ۱۳۹۶)
- خلیل آقایی (آذر ۱۳۹۶–آبان ۱۳۹۸)[۵]
- مسعود منصور (فروردین ۱۳۹۹–اردیبهشت ۱۳۹۹) (سرپرست)[۶]
- مسعود منصور (اردیبهشت ۱۳۹۹–خرداد ۱۴۰۱)[۷]
- مجتبی نوری(خرداد ۱۴۰۱–مهر ۱۴۰۱) (سرپرست)[۸]
- مجتبی نوری (مهر ۱۴۰۱–اکنون)[۹]

}}

### یگان حفاظت
یگان حفاظت منابع طبیعی یکی از زیرمجموعه‌های پلیس پیشگیری فرماندهی انتظامی جمهوری اسلامی ایران است که با درخواست و تأمین بودجه از سوی سازمان جنگل‌ها، مراتع و آبخیزداری کشور و با تصویب ستاد کل نیروهای مسلح از اواخر سال ۱۳۸۴ رسماً تشکیل شد. هدف از تشکیل این یگان، دفاع مؤثرتر از جنگل‌ها و منابع طبیعی کشور خصوصاً با توجه به حملات متعدد و قتل محیط‌بانان و جنگل‌بانان عنوان شده است. مجوز تأسیس این یگان در سال ۱۳۸۲ صادر شده بود.

## ساختار داخلی
این سازمان شامل چهار معاونت با نام‌های زیر می‌باشد:
- معاونت آبخیزداری، امور مراتع و بیابان
- معاونت امور جنگل
- معاونت حفاظت و امور اراضی
- معاونت برنامه‌ریزی، توسعه مدیریت و منابع

### هدف سازمان
حفظ و حمایت، احیاء، توسعه و بهره‌برداری اصولی از  مراتع، زمینهای کشاورزی، بیشه‌های طبیعی، حفاظت و حمایت از خوراک دام‌ های اهلی از طریق مدیریت علمی بر حوزه‌های آبخیز و رعایت اصول توسعه پایدار
1. ↑  تاریخچه.
2. ↑  یادکرد خالی (کمک)
3. 1 2  «رئیس سازمان توزیع نهاده های دامی کشور منصوب شد». ایرنا. ۱۶ مهر ۱۴۰۲.
4. ↑  «دو انتصاب در وزارت جهاد کشاورزی». ایرنا. ۲۰ مهر ۱۳۹۲.
5. ↑  {{یادکرد خبر |عنوان=آقایی به سازمان توزیع نهاده های دامی آمد |
  - خسرو شهبازی (آبان ۱۳۹۸–فروردین ۱۳۹۹) (سرپرست)<ref>-نهاده-های-دامی-معرفی-شد «سرپرست سازمان توزیع نهاده های دامی معرفی شد» مقدار |نشانی= را بررسی کنید (کمک). ایسنا. ۱۲ آبان ۱۳۹۸.
6. ↑  «سرپرست جدید توزیع نهاده های دامی منصوب شد». ایرنا. ۱۰ فروردین ۱۳۹۹.
7. ↑  «رئیس سازمان». خبرگزاری مهر. ۲۷ اردیبهشت ۱۳۹۹.
8. ↑  نوری--سرپرست-سازمان-توزیع-نهاده های-دامی-شد «مجتبی نوری سرپرست سازمان سرپرست-سازمان-توزیع -نهاده های-دامی شد» مقدار |نشانی= را بررسی کنید (کمک). ایسنا. ۳۰ خرداد ۱۴۰۱.
9. ↑  های-دامی-کشور-منصوب-شد «رئیس سازمان توزیع نهاده های دامی منصوب شد» مقدار |نشانی= را بررسی کنید (کمک). ایسنا. ۲۵ مهر ۱۴۰۱.
10. ↑  «ساختار تشکیلاتی». پورتال سازمان توزیع نهاده های دامی. بایگانی‌شده از روی نسخه اصلی در ۵ مه ۲۰۲۲.
11. ↑  «اهداف و شرح وظایف». پورتال سازمان توزیع نهاده های دامی. بایگانی‌شده از روی نسخه اصلی در ۵ مه ۲۰۲۲.